# Rotbauchsperber
Der Rotbauchsperber (Accipiter rufiventris) ist ein Greifvogel aus der Gattung Accipiter.
Der Vogel kommt in Subsahara-Afrika vor in Äthiopien, Angola, in der Demokratischen Republik Kongo, in Eritrea, Kenia, Lesotho, Malawi, Mosambik, Ruanda, Sambia, Simbabwe, Südafrika, Südsudan, Swasiland, Tansania und Uganda.
Der Lebensraum umfasst Bergwald, Plantagen, -ränder, Gärten und Savanne, von den Küsten in Südafrika, sonst von 1200 bis 3000, in Äthiopien bis 3700 m Höhe.
Der Artzusatz kommt von lateinisch rufus ‚rotbraun‘ und lateinisch venter, ventris ‚Bauch‘.

## Merkmale

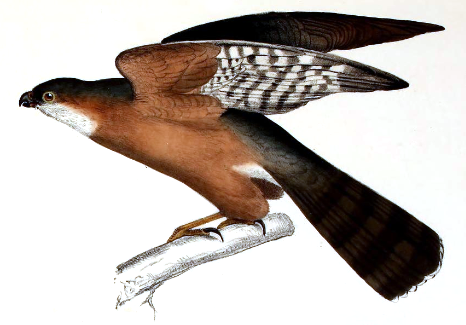
Rotbauchsperber, Illustration

Dieser relativ kleine Sperber ist 29 bis 40 cm groß, wiegt 105 bis 210 g, die Flügelspannweite beträgt 58 bis 72 cm. Das Weibchen ist deutlich größer und auf der Oberseite brauner, ansonsten unterscheiden die Geschlechter sich nicht. Die Oberseite ist schlicht schiefergrau ohne Weiß am Rumpf, der Schwanz dunkelgrau und schwarz gebändert mit schmaler heller Spitze. Brust und Unterseite sind ungebändert rotbraun mit Ausnahme der hellen Kehle und des weißen Bürzels. Die kräftig rotbraunen Wangen kontrastieren mit dem dunklen Scheitel. Iris, Wachshaut und Beine sind gelb. Im Fluge hebt sich die dunkle Oberseite vom einfarbig rotbraunen Körper und Flügelunterseite ab.
Jungvögel sind auf der Oberseite braun mit rotbraunen Federrändern, haben einen zart blassen Überaugenstreif, eine gefleckt rotbraune und weißlich gestrichelte Unterseite, die Beine sind ungestreift. Von der ähnlichen rotbraunen Morphe des Ovambosperbers (Accipiter ovampensis) unterscheidet er sich durch den dunkleren Kopf, die gleichmäßiger gefärbte Oberseite und die gelben (nicht braunen) Augen.

## Geografische Variation
Es werden folgende Unterarten anerkannt:
- A. r. perspicilla (Rüppell, 1836), – Äthiopien
- A. r. rufiventris A. Smith, 1830, Nominatform, – Kongobecken bis Kenia und Südafrika

## Stimme
Der Ruf wird als scharfes, hartes "kee-kee-kee" oder "kew-kew-kew" beschrieben.

## Lebensweise
Die Nahrung besteht hauptsächlich aus kleinen Vögeln, auch Echsen und Nagetieren, gelegentlich auch Insekten, die von einem versteckten Ansitz aus, häufiger ungeschützt und kreisend aus dem Suchflug heraus überrascht werden.
Die Brutzeit liegt im Juli in Uganda, zwischen September und Dezember in Südafrika. Das Nest besteht aus Zweigen hoch in einer Astgabel, das Gelege umfasst 2 bis 4 Eier, die über etwa 34 Tage bebrütet werden.

## Gefährdungssituation
Die Art gilt als nicht gefährdet (Least Concern).